# Đinh Trung Cẩn
Đinh Trung Cẩn bút danh Trung Cẩn, sinh năm 1965 tại Bình Thuận, là nhạc sĩ Việt Nam, được tặng Giải thưởng Nhà nước về Văn học Nghệ thuật năm 2022 và Nghệ sĩ ưu tú năm 2024. Tổ quốc gọi tên mình (thơ Nguyễn Phan Quế Mai) là ca khúc nổi tiếng nhất của ông. 

## Tiểu sử
Đinh Trung Cẩn sinh ngày 14 tháng 8 năm 1965 tại Bình Thuận. 
Ông tốt nghiệp Đại học Âm nhạc chuyên ngành Sáng tác và Cao học Âm nhạc chuyên ngành Lý luận Phê bình tại Nhạc viện Thành phố Hồ Chí Minh. 
Năm 1987, ông là Trưởng đài Đài Truyền thanh Phan Rí, Bình Thuận; Năm 1989, ông làm Giám đốc Nhà Văn hóa Phan Rí, Bình Thuận. 
Hiện nay, ông công tác tại Văn phòng Đại diện phía Nam của Bộ Văn hóa Thể thao và Du lịch; làm Tổng Giám đốc Trung tâm Bảo vệ quyền tác giả âm nhạc Việt Nam (VCPMC); Ủy viên Ban Chấp hành Hội Nhạc sĩ Việt Nam, Phó Chủ tịch Hội Âm nhạc Thành phố Hồ Chí Minh.

## Sự nghiệp
Đinh Trung Cẩn hoạt động âm nhạc trên nhiều lĩnh vực: sáng tác ca khúc, khí nhạc, biên tập ấn phẩm âm nhạc để xuất bản, dàn dựng, hòa âm phối khí cho một số chương trình ca nhạc, đoàn ca nhạc tham dự các liên hoan, hội diễn chuyên nghiệp, và đặc biệt hoạt động tích cực trong lĩnh vực bảo vệ quyền tác giả âm nhạc.
Các tác phẩm đáng chú ý của ông: tổ khúc múa ba chương Lễ hội mùa xuân tỉnh Bình Phước, tổ khúc múa Đất nước thanh bình…, các ca khúc: Tổ quốc gọi tên mình, Biển nghiêng, Biển hát ơn Người, Bay cao vào kỷ nguyên mới, Bà Rịa đất níu chân người, Những người làm nên thế kỷ XX, Ta nhớ em, Chiều trên cù lao Dong, Hoa vẫn nở trên chiến trường xưa, Mẹ tôi, Bên em thành phố biển, Mẹ và Tổ quốc…
 

Riêng tác phẩm Tổ quốc gọi tên mình được Đinh Trung Cẩn sáng tác dựa trên bài thơ của nữ sĩ Nguyễn Phan Quế Mai vào tháng 8 năm 2011. Ngay từ khi ra đời, bài hát đã đi vào lòng công chúng cả nước, kiều bào Việt Nam ở nước ngoài và bạn bè quốc tế. Mỗi khi giai điệu của bài hát vang lên thì ai nghe cũng đều có những rung động thật sự từ thẳm sâu trái tim mình. Đây được coi là một sáng tác đương đại về chủ đề tình yêu quê hương, đất nước, biển đảo Việt Nam, tạo ấn tượng mạnh mẽ cho đông đảo công chúng và có sức lan tỏa sâu rộng.
| “                                                                    | Tác phẩm Tổ quốc gọi tên mình chắt lọc mọi yếu tố, từ tính nghệ thuật đến tầm tư tưởng và tính đại chúng. Tác phẩm có giá trị vượt không gian, thời gian, có tầm văn hóa, thể hiện khát vọng của cả dân tộc. Tác phẩm là thành công của cá nhân nhạc sĩ, nhưng giờ nó trở thành là tài sản của nền âm nhạc Việt Nam, của đất nước Việt Nam | ” |
| — Nghệ sĩ Nhân dân Phạm Ngọc Khôi, Phó Chủ tịch Hội Nhạc sĩ Việt Nam | |   |

Ông là Tổng đạo diễn các chương trình nghệ thuật: 40 năm Giải phóng hoàn toàn miền Nam, thống nhất đất nước; 50 năm Mậu Thân; 75 năm Nam kỳ khởi nghĩa; Khánh thành đền thờ Hùng Vương tại Thành phố Hồ Chí Minh; Xuân quê hương; Chương trình nghệ thuật Unesco vinh danh Đờn ca tài tử là Di sản  văn hóa thế giới; Lễ hội Chăm; Lễ hội Khơ-me Nam bộ; Festival biển Nha Trang, Lễ hội Văn hóa Du lịch Bà Rịa-Vũng Tàu; Côn Đảo bản hùng thiêng sông núi; Những ngày Văn hóa các Dân tộc Việt Nam; Những ngày Văn hóa Việt Nam tại Hàn Quốc; Festival Đờn ca tài tử; Kỷ niệm 130 năm Tôn Đức Thắng; Nhịp cầu Xuyên Á; Hương Sắc Tây Đô và rất nhiều chương trình lễ hội của các tỉnh, thành phố trong cả nước.
Đinh Trung Cẩn
Ông đã nhận được nhiều bằng khen trong các lễ hội, các phong trào văn nghệ như: Bằng khen của Bộ Văn hóa – Thông tin: Tổng đạo diễn, Chỉ đạo nghệ thuật xuất sắc “Lễ hội Văn hóa người Chăm” tại Hà Nội, 2004; Bằng khen của Chủ tịch Ủy ban Nhân dân tỉnh Bà Rịa – Vũng Tàu: Chỉ đạo nghệ thuật Festival Biển, 2006; Bằng khen của Chủ tịch Ủy ban Nhân dân tỉnh Bà Rịa – Vũng Tàu: Chỉ đạo nghệ thuật “Ngày hội Du lịch năm 2006”; Bằng khen của Chủ tịch Ủy ban Nhân dân tỉnh Thừa Thiên – Huế: Chỉ đạo nghệ thuật Chương trình RAAS – Những lời yêu thương – Festival Huế, 2006; Bằng khen của Chủ tịch Ủy ban Nhân dân tỉnh Ninh Thuận: Chỉ đạo nghệ thuật Festival Ninh Thuận 2007...
Năm 2022, ông được tặng Giải thưởng Nhà nước về Văn học Nghệ thuật với các ca khúc Tổ quốc gọi tên mình, Biển nghiêng.
Năm 2024, ông được tặng danh hiệu Nghệ sĩ ưu tú.

## Tác phẩm chính

### Ca khúc
- Tổ quốc gọi tên mình,
- Biển nghiêng,
- Biển hát ơn Người,
- Bay cao vào kỷ nguyên mới,
- Bà Rịa đất níu chân người,
- Những người làm nên thế kỷ XX,
- Ta nhớ em,
- Chiều trên cù lao Dong
- Hoa vẫn nở trên chiến trường xưa,
- Mẹ tôi,
- Bên em thành phố biển,
- Mẹ và Tổ quốc…

### Tổ khúc múa
- Lễ hội mùa xuân
- Đất nước thanh bình

## Giải thưởng
- Giải Khuyến khích (ca khúc) – Giải thưởng Hội Nhạc sĩ Việt Nam 2005
- Giải A (ca khúc Tổ quốc gọi tên mình - thơ Nguyễn Phan Quế Mai) - Giải thưởng Hội nhạc sĩ Việt Nam 2011[2]

## Vinh danh
- Giải thưởng Nhà nước về Văn học Nghệ thuật (2022)
- Nghệ sĩ ưu tú (2024)